# Albatross Crest
Der Albatross Crest ist ein grasbewachsener Gebirgszug im Osten von Annenkov Island in der Inselgruppe Südgeorgien.
Das UK Antarctic Place-Names Committee benannte ihn 1977 nach dem Wanderalbatros (Diomedea exulans), zu dessen Brutgebieten der Gebirgszug zählt.